# Aenictus baliensis
Aenictus baliensis (лат.) — вид муравьёв-кочевников из рода Aenictus. Юго-Восточная Азия (Индонезия, Бали).

## Описание
Длина рабочих 2,10—2,70 мм. Голова, петиоль, брюшко, усики и ноги желтовато-коричневые; мезосома красновато-коричневая. От близких видов (Aenictus minipetiolus, Aenictus longicephalus и Aenictus wiwatwitayai) отличается следующими признаками: промезонотум сильно выпуклый и постепенно наклоняется к метанотальной бороздке; субпетиолярный отросток с угловатым задневентральным углом; базальный край мандибул слабо вогнут; передний край наличника вогнут; петиоль больше или такой же большой, как постпетиоль. Склон проподеума неглубоко вогнут, окружён ободком. Дорсальная поверхность проподеума в основном гладкая и блестящая, латеральная поверхность проподеума частично гладкая и блестящая; постпетиоь полностью гладкий и блестящий. Усики 10-члениковые. Голова и брюшко блестящие. Стебелёк между грудью и брюшком у рабочих состоит из двух члеников, а у самок и самцов — из одного (петиоль). Вид был впервые описан в 2013 году, а его валидный статус подтверждён в ходе ревизии, проведённой в 2023 году индийскими мирмекологами Таруном Дхадвалом и Химендером Бхарти (Department of Zoology and Environment Sciences, Punjabi University, Патиала, Индия). Включён в состав видовой группы Aenictus ceylonicus, крупнейшей среди всех групп рода Aenictus (в группе около 40 из примерно 200 всех его видов).